# Aleš Tihec
Aleš Tihec, slovenski športni novinar, * 1974, † 15. april 2022.
Odraščal je na Dravskem polju. Prihajal je iz Loke, že kot študent je bil poznan kot športni novinar. Dolga leta je delal na POP TV, kasneje je skupaj z nogometašem Markom Simeunovićem vodil športno televizijo Sportklub, zadnja leta je delal v marketingu na TV Arena v Celju. Bil je zaljubljen v šport in tudi sam rekreativen športnik, nekaj let je bil tudi predsednik Nogometnega kluba Brunšvik.
Z ženo Ireno je imel dva otroka. 15. aprila 2022 ga je žena med prepirom z nožem v predel prsnega koša zabodla, zaradi česar je izkrvavel. Med preiskavo je zatrdila, da je bil do nje že dlje časa nasilen in da je tudi takrat šlo za silobran. Januarja 2024 je bila proti njej vložena obtožnica za uboj.